# لینا خضری
لینا خضری یا با تلفظ دیگر لینا خودری (به انگلیسی: Lyna Khoudri) (زاده ۳ اکتبر ۱۹۹۲) بازیگر الجزایری-فرانسوی است.
از کارهای معروف او می‌توان به بازی در فیلم گزارش فرانسوی، نوامبر و استثنایی‌ها اشاره کرد.